# ОШ „21. новембар” Вучитрн
Основна школа „21. новембар”, налази се у месту Гојбуља у општини Вучитрн, на Космету. Школа је основана 1828. године и једна је од најстаријих школа на Косову и Метохији.

## Опште информације
Ова школа једна је од првих основаних на подручју Косова и Метохија, са радом је почела 1828. године. За време школске 1927/1928. године, отворена је и основна школа у Гојбуљи.
Нову школску зграду у Гојбуљи финансирала је Влада Јапана и онда је отворена 2001. године. Површине је 757 m², поседује 8 учионица од којих је једна преуређена у кабинет за информатику. У оквиру школског објекта налазе се и библиотека, просторија за помоћно особље, зборница, директорска канцеларија, 2 тоалета, котларница и тавански простор који служи за одлагање расходованог намештаја и на коме је смештен резервоар за воду.
Библиотека се налази у просторији површине 25 m² која има плакаре, а садржи неколико комплета школских лектира и стотињак књига различитог жанра, а све су скупљене путем донација.. Зборница је површине 35 m² и опремљена је свим потребним намештајем као и основним аудио-визуелним средствима. Директорска канцеларија површине је 24 m² и адекватно је опремљена основним намештајен.
Осам учионица укупне површине 386 m² опремљене основним намештајем у добром стању. Котларница за парно грејање се налази у објекту површине 42 m² и ради са парним котлом на чврсто гориво. Просторије за помоћно особље заузимају 4 m² површине школе.

## Историјат
Тридесетих година 19. века почела је са радом прва школа у Вучитрну, односно 1828.године.
Основна школа у Гојбуљи отворена је школске 1927/1928. године, а Гојбуљска општина са седиштем у Гојбуљи била је последња у Вучитрнском срезу која је добила основну школу, иако је у свом саставу имала највећи број села и засеока. Гојбуља је прво село у Вучитрнском срезу у коме је прво изграђена школска зграда, па тек онда упућен захтев за отварање основне школе. Зграда је зидана по добијеном плану, под надзором Грађевинске секције из Косовске Митровице. Изградња школе почела је 1925. године у режији месног школског одбора.
Због непризнавања плана и програма Републике Србије, одлуком Министарства просвете Републике Србије бе. 400-59-91.год. укинуло се финансирање наставника албанске националности. Током школске 1991/1992. године, настава се одвијала се на српском језику. У школској 1992/93.год. у школи су била запослена 23 просветна радника односно : 3 професора, 6 наставника и 3 студента. У нижим разредима радило је 2 наставника разредне наставе, 7 учитеља и 2 студента. Почетком школске 1993/1994.године, након физичког одвајања наставе на српском језику од наставе нa албанском језику, настава је почела да се одвија без већих проблема.
Током школске 1995/96.год. колектив школе чинило је 5 професора, 12 наставника и 5 учитеља. Током те школске године, број ученика је нагло порастао, због протераног српског становништва током рата. У нижим разредима у матичној школи радило је 8 одељења са 216 ученика. У издвојеним одељењу у Гојбуљи радила су 2 комбинована одељења односно. 4 разреда са 33 ученика. У Бањској је радило комбиновано одељење са 4 разреда са укупно 9 ученика.
У школи „21.новембар“ школске 1996/97.године укупно је било запослено 27 радника и то: 5 професора, 16 наставника и 6 учитеља. Исте године први пут су формирана 2 одељења од првог до четвртог разреда у избегличком насељу Велика Река. Током школске 1997/98.год. радило је 29 просветних радника и 13 чланова управе и помоћног особља. Исте године по први пут је формирано у Пантини комбиновано одељење од првог до четвртог разреда са 6 ученика. У издвојеним одељењима у Бањској било је 12 ученика, док је у Гојбуљи наставу похађао 41, ученик, у Пантини 3 и Вeликој Реци 21 ученик.

## Прогон Срба
Основна школа „21. новембар” у Вучитрну, више пута је претрпила мања или већа оштећења од албанских екстремиста. Један од последњих инцидената десио се 15. јуна 2022. године, када је школа каменована. Том приликом поломљен је прозор на учионици, оштећена врата нове, као и врата старог објекта школе, како је саопштила је Канцеларија за Косово и Метохију. Поред материјалне штете која је причињена, случај је узнемирио родитеље и децу која похађају ову школи.